# Elaidinsyra
Elaidinsyra (från grekiskans elaion, "olja") är en enkelomättad fettsyra med strukturformeln HOOC-(CH2)7-CH=CH-(CH2)7-CH3, med dubbelbindningen (mellan kolatomerna 9 och 10) i transkonfiguration. Den är trans-isomeren av oljesyra, vilket innebär att dessa två fettsyror har samma summaformel. Triglyceriden av elaidinsyra heter elaidin.
Elaidinsyra har väckt uppmärksamhet eftersom den är ett viktigt transfett som finns i hydrerade vegetabiliska oljor, och transfetter har varit inblandade i hjärtsjukdomar.

## Förekomst och bioaktivitet
Elaidinsyra förekommer mest vid industriell hydrering av fleromättade fettsyror. Den förekommer också i små mängder i get- och komjölk (ca 0,1 procent av fettsyrorna) och i vissa kött.
Den har vid förtäring som en effekt på kolesterolnivån att höja LDL och sänka HDL genom att öka aktiviteten hos plasmakolesterylestertransferprotein (CETP).